# Alive (canción de Pearl Jam)
«Alive» es una de las canciones más populares escritas por el grupo de grunge Pearl Jam. Grabada para su álbum debut Ten, y lanzada como sencillo para el Reino Unido en 1991, alcanzando el lugar #16 en listas. Es una de las primeras composiciones del grupo, ya que la música fue escrita por el guitarrista Stone Gossard cuando aún existía el grupo Mother Love Bone y forma parte de The Gossman Project bajo el título «Dollar Short». La letra sería escrita tiempo después por Eddie Vedder y formaría parte de la también mítica Trilogía Mamasan.
Si bien no consiguió un gran éxito comercial en Estados Unidos (tan sólo alcanzó el lugar #16 en las listas de Billboard y de canciones de Rock Mainstream), se ha convertido en una de las grandes favoritas de sus seguidores y en una constante en las estaciones de radio desde que fue lanzado, además de ser una de las más solicitadas durante los conciertos. Fue incluida también en el disco de grandes éxitos del grupo, Rearviewmirror: Greatest Hits 1991-2003.
Previa a ser lanzada comercialmente, «Alive» fue lanzada como un CD y casete promocional, teniendo diferente arte en la portada y un lado B distinto. Mientras que «Wash» fue la canción que acompañó al álbum en la versión comercial, fue «I've Got a Feeling» la que fue lanzada en la versión promocional. También, el solo de guitarra al final de «Alive» tuvo diferencias entre la versión que apareció en Ten y la del sencillo.

## Significado de la letra
La canción, como Vedder ha revelado, es parte autobiográfica y parte ficción. Cuando Eddie era un adolescente, su madre le reveló que el hombre que conocía como su padre en realidad era su padrastro, y que su padre biológico estaba muerto. Este es el tema que abre la Trilogía Mamasan, y trata principalmente sobre el incesto que ocurre entre la madre y su hijo, al tener este un enorme parecido con su padre biológico.

## Solo de guitarra
«Alive» incluye un largo solo de guitarra después del tercer estribillo (3:38), el cual es una de las razones para que sea de las canciones consentidas por los fanes. El solo de "Alive", ejecutado por Mike McCready, está calificado con el #44 en la lista de los mejores solos de guitarra, realizada por la revista Guitar World, y en el lugar #26 de la lista de la revista Total Guitar.
En alguna ocasión, siendo entrevistado acerca de su solo, McCready rápidamente disminuyó su crédito por la creatividad del solo, diciendo: "Copié el solo de Ace Frehley para la canción 'She', el cual, por supuesto, fue copiado de Robby Krieger de The Doors, en el solo que realiza para la canción 'Five to One'". Independientemente de sus influencias, es muy notoria la inspiración que McCready adquiere al interpretar su solo de Jimi Hendrix, incluyendo el uso extensivo del pedal Wah y una guitarra Stratocaster distorsionada.

## Video musical
El video para "Alive" fue filmado el 3 de agosto de 1991 durante un concierto del grupo en el RKCNDY en Seattle. Fue dirigido por Josh Taft, un amigo de la infancia de Stone Gossard, quien dirigiría después los videos para "Even Flow" y "Oceans". Dave Abbruzzese, futuro miembro de Pearl Jam, se encontraba entre el público cuando el video fue grabado. Éste fue el primer encuentro de Abbruzzese con Pearl Jam, ya que él estaba recién llegado de Texas y sólo conocía las canciones que se incluían en el sencillo de "Alive". También fue esta ocasión una de las pocas donde se pudo ver a Matt Chamberlain tocando junto a Pearl Jam; Chamberlain es quien recomendaría a Abbruzzese para tomar su lugar en el grupo. "Alive" fue de los primeros videos con rotación constante en la cadena MTV, y sería nominada por MTV para Mejor video alternativo en 1992, perdiéndolo contra "Smells Like Teen Spirit" de Nirvana.

## Formatos y listas de canciones
Toda la información está tomada de varias fuentes.
- Sencillo en CD (Estados Unidos, Alemania, Australia, Austria y Brasil)

1. "Alive" (Vedder, Gossard) – 5:40
2. "Once" (Vedder, Gossard) – 3:51
3. "Wash" (Gossard, Ament, McCready, Krusen, Vedder) – 3:34
  - No lanzada previamente

- Sencillo en CD (Japón)

1. "Alive" (Live) (Vedder, Gossard) – 4:57
  - Grabado en vivo el 3 de agosto de 1991 en el RKCNDY de Seattle.
2. "Even Flow" (Versión alterna) (Vedder, Gossard) – 5:07
3. "Wash" (Gossard, Ament, McCready, Krusen, Vedder) – 3:35
  - No lanzada previamente
4. "Dirty Frank" (Vedder, Gossard, Ament, McCready, Abbruzzese) – 5:39
  - No lanzada previamente

- Sencillo en Vinil de 7 pulgadas (Reino Unido y Holanda)

1. "Alive" (Vedder, Gossard) – 5:40
2. "Once" (Vedder, Gossard) – 3:51

- Sencillo en Vinil de 12 pulgadas (Holanda)

1. "Alive" (Vedder, Gossard) – 5:40
2. "Once" (Vedder, Gossard) – 3:51
3. "Wash" (Gossard, Ament, McCready, Krusen, Vedder) – 3:34
  - No lanzada previamente

- Sencillo en casete (Reino Unido y Holanda)

1. "Alive" (Vedder, Gossard) – 5:40
2. "Once" (Vedder, Gossard) – 3:51

- Sencillo en Casete (Australia)

1. "Alive" (Vedder, Gossard) – 5:40
2. "Once" (Vedder, Gossard) – 3:51
3. "Wash" (Gossard, Ament, McCready, Krusen, Vedder) – 3:34
  - No lanzada previamente